# Flavacourt
Flavacourt és un municipi francès, situat al departament de l'Oise i a la regió dels Alts de França. L'any 2007 tenia 709 habitants.

## Demografia

### Població
El 2007 la població de fet de Flavacourt era de 709 persones. Hi havia 264 famílies de les quals 56 eren unipersonals (28 homes vivint sols i 28 dones vivint soles), 92 parelles sense fills, 104 parelles amb fills i 12 famílies monoparentals amb fills.
La població ha evolucionat segons el següent gràfic:
Habitants censats

### Habitatges
El 2007 hi havia 333 habitatges, 269 eren l'habitatge principal de la família, 46 eren segones residències i 18 estaven desocupats. 322 eren cases i 10 eren apartaments. Dels 269 habitatges principals, 236 estaven ocupats pels seus propietaris, 24 estaven llogats i ocupats pels llogaters i 9 estaven cedits a títol gratuït; 1 tenia una cambra, 18 en tenien dues, 52 en tenien tres, 65 en tenien quatre i 133 en tenien cinc o més. 210 habitatges disposaven pel capbaix d'una plaça de pàrquing. A 101 habitatges hi havia un automòbil i a 152 n'hi havia dos o més.

### Piràmide de població
La piràmide de població per edats i sexe el 2009 era:
| Homes | Edats   | Dones |
| ----- | ------- | ----- |
| 0     | 95 o +  | 0     |
| 0     | 90 a 94 | 0     |
| 0     | 85 a 89 | 4     |
| 8     | 80 a 84 | 0     |
| 20    | 75 a 79 | 4     |
| 0     | 70 a 74 | 8     |
| 16    | 65 a 69 | 8     |
| 16    | 60 a 64 | 20    |
| 16    | 55 a 59 | 20    |
| 28    | 50 a 54 | 28    |
| 16    | 45 a 49 | 16    |
| 24    | 40 a 44 | 40    |
| 40    | 35 a 39 | 28    |
| 20    | 30 a 34 | 36    |
| 36    | 25 a 29 | 20    |
| 16    | 20 a 24 | 12    |
| 20    | 15 a 19 | 36    |
| 28    | 10 a 14 | 16    |
| 20    | 5 a 9   | 36    |
| 20    | 0 a 4   | 4     |

## Economia
El 2007 la població en edat de treballar era de 467 persones, 340 eren actives i 127 eren inactives. De les 340 persones actives 321 estaven ocupades (167 homes i 154 dones) i 19 estaven aturades (10 homes i 9 dones). De les 127 persones inactives 41 estaven jubilades, 53 estaven estudiant i 33 estaven classificades com a «altres inactius».

### Ingressos
El 2009 a Flavacourt hi havia 274 unitats fiscals que integraven 737 persones, la mediana anual d'ingressos fiscals per persona era de 20.289 €.

### Activitats econòmiques
Dels 20 establiments que hi havia el 2007, 1 era d'una empresa de fabricació de material elèctric, 1 d'una empresa de fabricació d'altres productes industrials, 8 d'empreses de construcció, 4 d'empreses de comerç i reparació d'automòbils, 2 d'empreses financeres, 3 d'empreses de serveis i 1 d'una empresa classificada com a «altres activitats de serveis».
Dels 8 establiments de servei als particulars que hi havia el 2009, 5 eren fusteries, 1 lampisteria i 2 electricistes.
L'any 2000 a Flavacourt hi havia 10 explotacions agrícoles.

## Equipaments sanitaris i escolars
El 2009 hi havia una escola elemental.

## Poblacions més properes
El següent diagrama mostra les poblacions més properes.